# Swen Lagerberg
Swen Lagerberg (ur. 28 marca 1672, zm. 7 października 1746 w Sztokholmie) – szwedzki polityk. Towarzyszył królowi Karolowi XII nad Połtawę (bitwa pod Połtawą – 1709) i nad Dniepr. Po klęskach szwedzkich przebywał w Wismarze i Norwegii (gdzie w 1718 roku zginął król Karol XII). Jego prawdziwa kariera polityczna rozpoczęła się jednak później. Odegrał ważną rolę podczas riksdagów w latach 1719 i 1720 jako radca stanu.
W roku 1723 został przewodniczącym (lantmarskalk) parlamentu. Pozostał przy tym radcą stanu (riksråd). Lagerberg w latach 1720–1723 był też prezydentem finansów szwedzkich (president i Statskontoret). Jego stronnictwem macierzystym była antyabsolutystyczna „partia czapek”.